# Magali Semetys
Magali Semetys est une comédienne française, née le 6 février 1979 dans l'Essonne.
Elle débute au cinéma en 2006 dans la comédie dramatique "Clémence" de Franck Buchter.
Elle se fait connaître auprès du grand public en jouant dans différentes séries télé comme RIS police scientifique, Sous le soleil , Section de recherches, Les Mystères de l'amour... entre 2008 et 2020.
De 2014 à 2020, elle incarne Marie Dumont dans Les Mystères de l'amour, diffusée sur TMC,.
Le 23 novembre 2024' et le 14 novembre 2025, Magali Semetys a été conviée à des événements internationaux organisés à Paris par l'association Studio Phocéen. Ces rencontres, consacrées au format émergent du duanju (fiction verticale mobile), se sont tenues aux côtés du producteur Jean-François Fonlupt, de Michel La Rosa et de Jean-Louis Barcelona.

## Filmographie

### Télévision (série)
- 2005 : Sous le soleil : Sophie (saison 10)
- 2007 : Sous le soleil : Marina (saison 11)
- 2008 : RIS police scientifique : Clémence Dancourt (saison 4)
- 2009 : Famille d’accueil : Gwen (saison 8)
- 2013 : Section de recherches : Scientifique (saison 8)
- 2014 - 2020 : Les Mystères de l'amour : Marie Dumont (Saisons 6 à 22)
- 2016 - 2020 : Draculi & Gandolfi de Guillaume Sanjorge :  Magicienne Madeloun[6],[7],[8].
- 2024 : Ambre, réalisation Camille Bertin[9]
- 2025 : Miliciens, réalisation Jeremy Haeffele[10]

### Cinéma

#### Longs métrages
- 2007 : Clémence  de Franck Buchter : Clémence
- 2010 : Itinéraire bis  de Jean-Luc Perreard: La réceptionniste de l'hôtel

#### Courts Métrages
- 2011 : Au soldat inconnu, les enfants de la Résistance  de Thomas Lemoine : Marie
- 2019 : Sans dire au revoir[11]de Paul Ménage: La Mère

## Théâtre
- 2003 : La jeune fille, le diable et le moulin
- 2012 : Des armes sœurs